# Saccharum rufipilum
Saccharum rufipilum är en gräsart som beskrevs av Ernst Gottlieb von Steudel. Saccharum rufipilum ingår i släktet Saccharum och familjen gräs. Inga underarter finns listade i Catalogue of Life.